# EL/W-2085

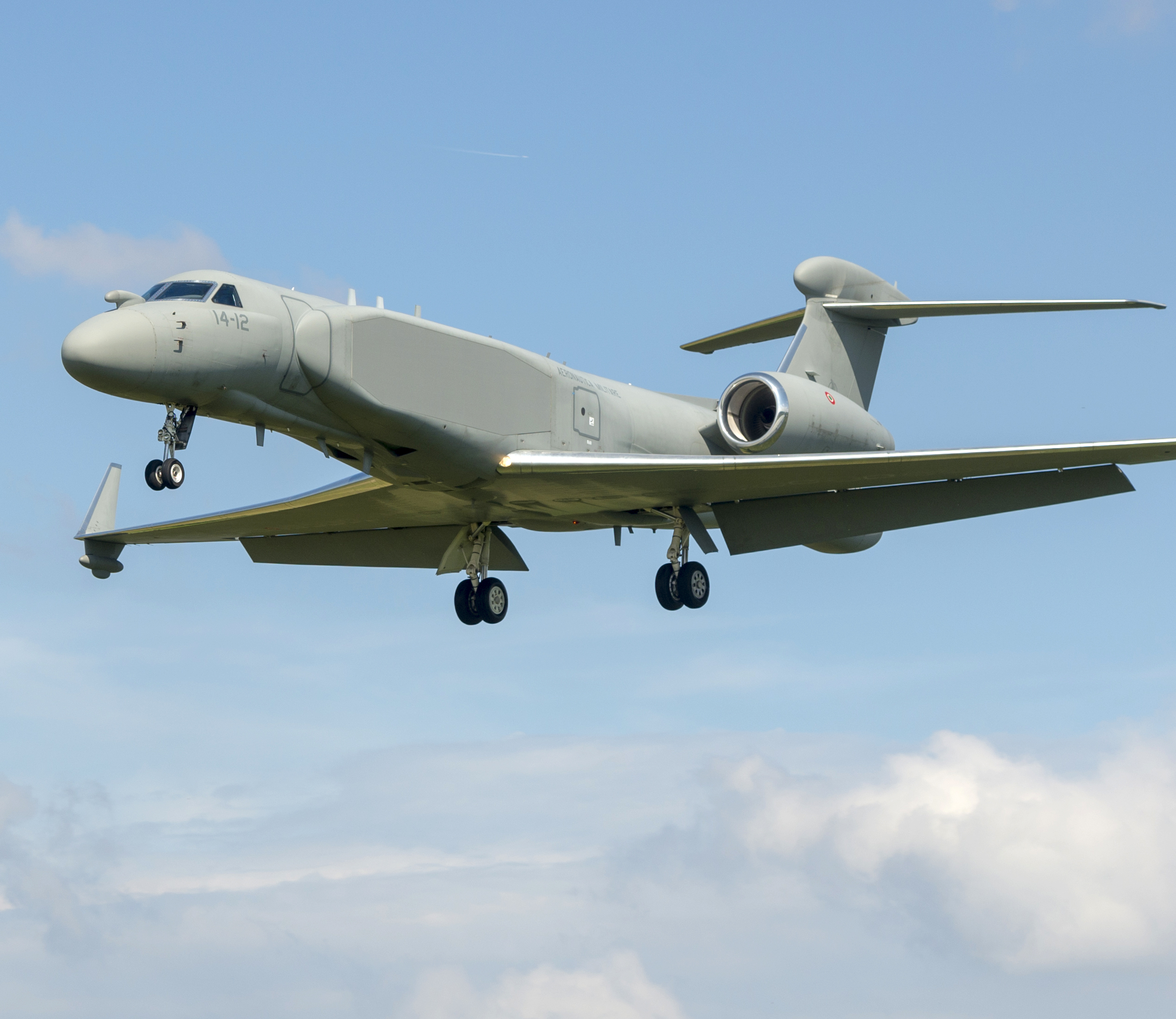
Un G550 CAEW dell'Aeronautica Militare Italiana.

L'IAI EL/W-2085 è un sistema radar Airborne Early Warning and Control (AEW & C) sviluppato dalla Israel Aerospace Industries (IAI). Il suo ruolo principale consiste nell'effettuare sorveglianza aerea, funzioni di comando, controllo e comunicazioni, per permettere la supremazia aerea e fornire supporto alle forze di terra. Attualmente il sistema è in uso nelle aeronautiche militari di Israele, Singapore e Italia.

## Caratteristiche

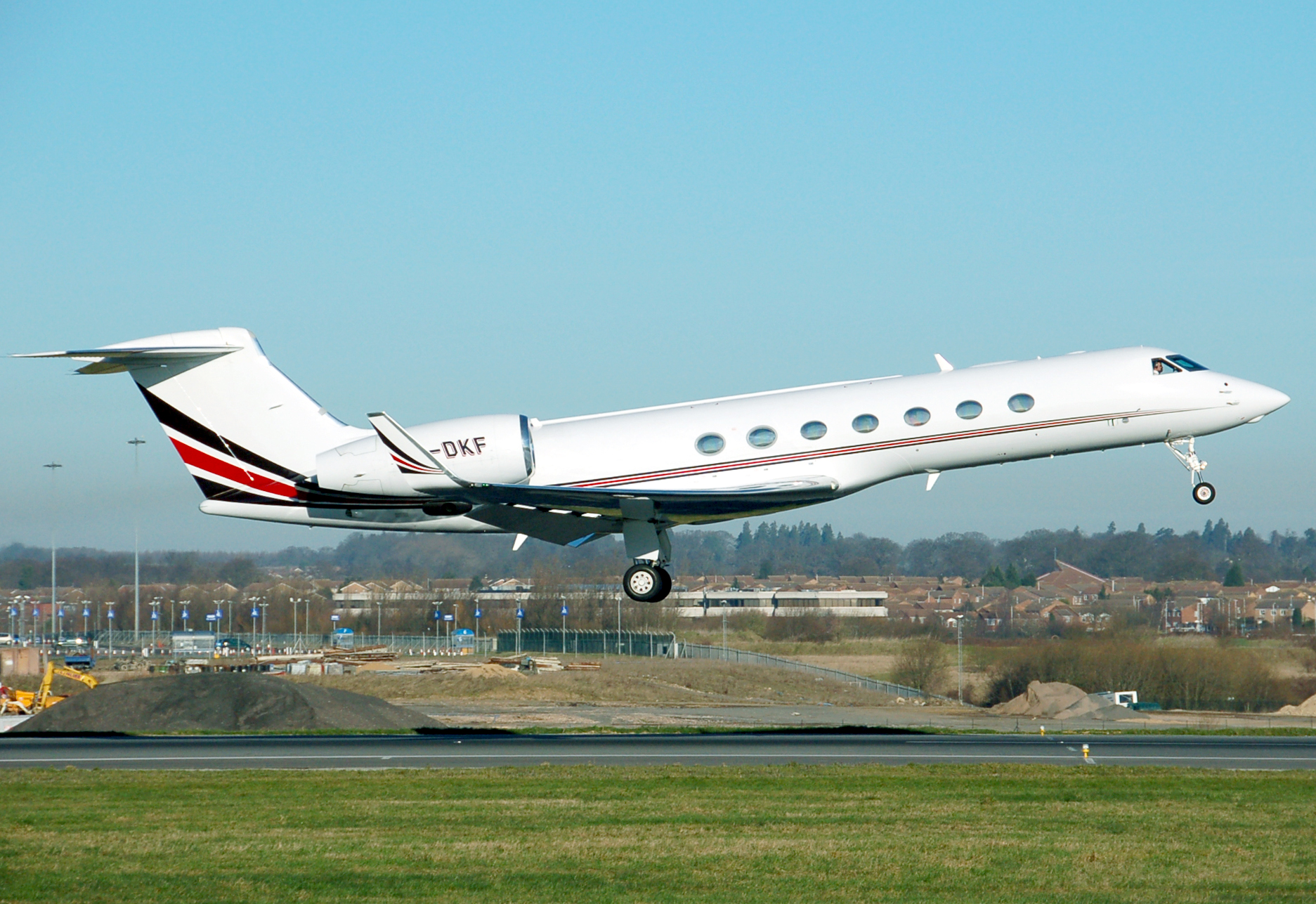
Versione standard di un Gulfstream Aerospace Gulfstream V, questo velivolo è stato modificato dalla IAI per diventare la principale piattaforma dell' EL/W-2085.

L'EL/W-2085, insieme all' EL/W-2095, deriva dal sistema EL/W-2075 Phalcon.
Invece di usare un rotodome come in altri modelli AEW&C, il Phalcon usa un sistema active electronically scanned array (AESA) con un radar detto phased array. Questo radar permette la trasmissione e la ricezione del segnale, guidando elettronicamente il fascio di onde elettromagnetiche utili per l'identificazione e la localizzazione degli obiettivi. Il radar riesce ad intercettare un bersaglio nel raggio di 370 km, permettendo nello stesso tempo di coordinare le operazioni per l'intercettazione di quest'ultimo con apparati terra-aria o aria-aria. Il sistema sfrutta come piattaforma principale il Gulfstream G550, dove viene impiantato o nella fusoliera o all'interno di una piccola cupola posta nella parte superiore dell'apparecchio. Entrambe le posizioni consentono una copertura radar a 360°. A differenza di altri modelli AWACS, nel Phalcon il segnale viene aggiornato ogni 2-4 secondi nel monitor dell'operatore, operazione che in altri apparecchi necessita di 20-40 secondi.

## Storia operativa

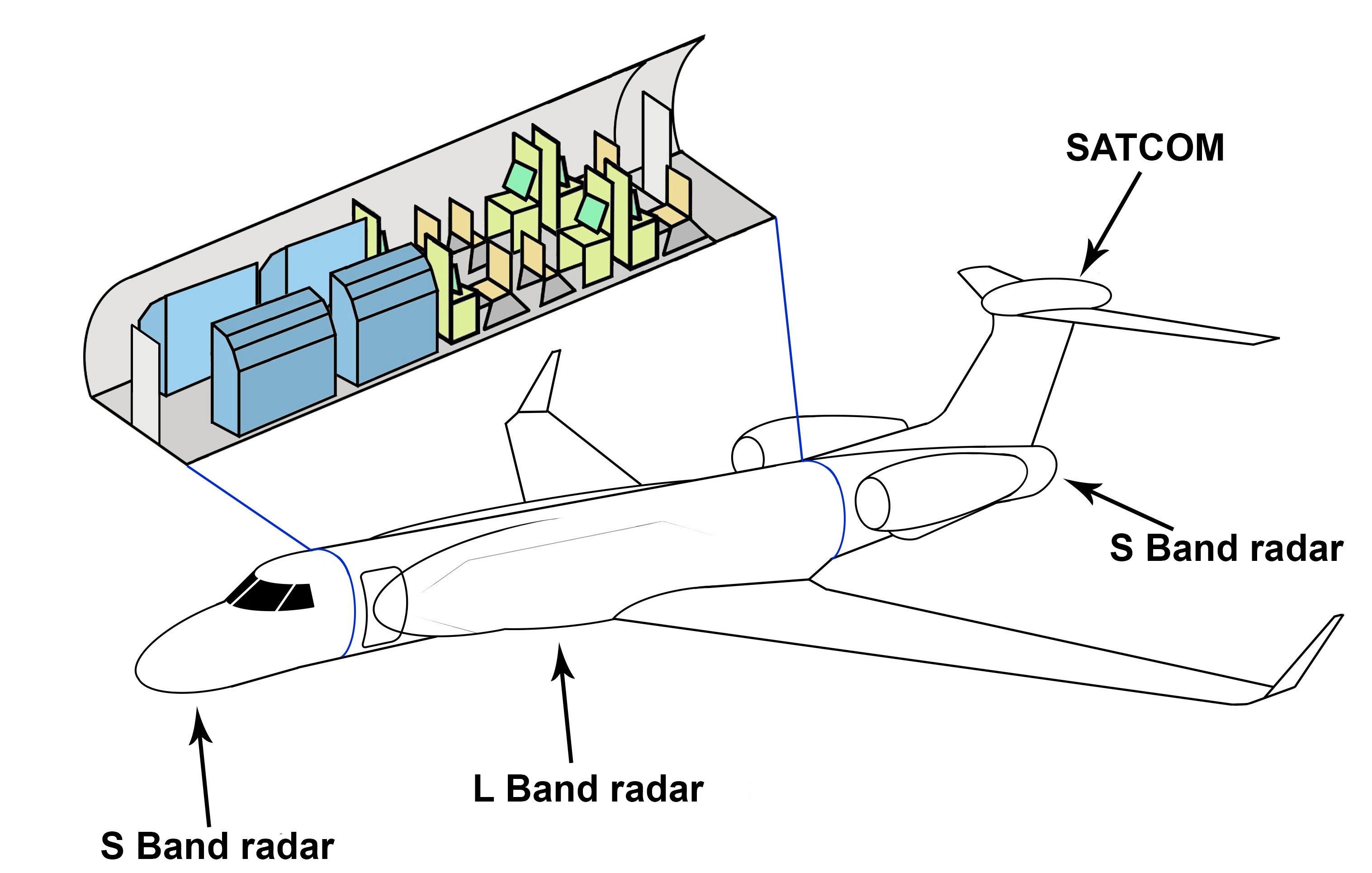
Diagramma del G550 CAEW

Nel 2005 la Heyl Ha'Avir, l'aeronautica militare israeliana, ha acquistato cinque G550 con sistema EL/W-2085 per sostituire i costosi ed obsoleti Boeing 707 con impianto EL/W-2075.
Nel 2007, quattro aerei simili sono stati acquistati dall'Aeronautica militare di Singapore.

## Utilizzatori
Israele
- Heyl Ha'Avir

2 G550 CAEW Eitam e 2 G550 Shavit SIGINT in servizio al febbraio 2022. Un ulteriore G550 Oron che combina sia capacità AWACS, sia quelle SIGINT, consegnato il 4 aprile 2021, ed in servizio al febbraio 2022.
 Singapore
- Aeronautica militare della Repubblica di Singapore

4 G550 CAEW acquistati nel 2007 e consegnati a partire dal febbraio 2009.
 Italia
- Aeronautica Militare

2 G550 CAEW acquisiti nel 2012 con un'operazione dal costo di circa 850 milioni di dollari, dopo l'acquisto da parte di Israele dell'addestratore M-346. Altri 2 esemplari sono stati acquistati nel 2020, il totale finale della commessa dovrebbe essere di 8 velivoli.
 Al gennaio 2018 risultano entrambi consegnati.
 Stati Uniti
- United States Navy [18]